# Rally de Ourense de 1968
El Rally de Ourense de 1968, oficialmente 2.º Rallye Internacional de Orense, fue la segunda edición y la séptima cita de la temporada 1968 del Campeonato de España de Rally. Fue también puntuable para el Premio Firestone. Se celebró del 29 al 30 de junio y contó con un itinerario de once tramos sobre un recorrido total de 481 km.

## Itinerario
| Día   | Tramo | Nombre                   | Distancia | Hora  | Ganador         | Tiempo |
| ----- | ----- | ------------------------ | --------- | ----- | --------------- | ------ |
| Día 1 | TC1   | Alto del Cumial          | 3 km      | 16:03 | Jaime Lazcano   | 01:59  |
| Día 1 | TC2   | Alto de San Esteban      | 4 km      | 17:01 | Bernard Tramont | 03:40  |
| Día 1 | TC3   | Alto del Cristal         | 4,5 km    | 18:21 | P. Farjón       | 02:48  |
| Día 1 | TC4   | Maceda-Couso             | 4 km      | 19:16 | P. Farjón       | 02:23  |
| Día 1 | TC5   | Alto del Barón           | 4,2 km    | 20:41 | P. Farjón       | 02:46  |
| Día 2 | TC6   | Cea-Carballiño           | 4 km      | 00:10 | P. Farjón       | 02:40  |
| Día 2 | TC7   | Alto del Barón           | 4,2 km    | 00:45 | P. Farjón       | 02:58  |
| Día 2 | TC8   | Alto del Paraño          | 11 km     | 01:20 | Eladio Doncel   | 07:13  |
| Día 2 | TC9   | Carballiño-Cea           | 4 km      | 02:55 | P. Farjón       | 02:40  |
| Día 2 | TC10  | Alto del Cumial          | 3 km      | 10:03 | P. Farjón       | 01:59  |
| Día 2 | TC11  | Slalom campo de la feria | 1 km      | 12:00 | P. Farjón       | 00:33  |

## Clasificación final
| Pos. | Piloto            | Copiloto         | Automóvil         | Puntos |
| ---- | ----------------- | ---------------- | ----------------- | ------ |
| 1.   | Eladio Doncel     | Carlos Llagoster | Porsche 911 S     | 779,02 |
| 2.   | Zeffirino Filippi | Sergio Lipizer   | Lancia Fulvia HF  | 814,62 |
| 3.   | Manuel Juncosa    | Artemi           | Fiat Abarth 1000  | 817,42 |
| 4.   | M. Carbajo        | M. Seara         | Alfa Romeo GTA    | 857,42 |
| 5.   | P. Farjón         | J. Olivier       | Porsche 904 GTS   | 876,85 |
| 6.   | J. del Río        | E. Sanjurjo      | Renault 8 Gordini | 880,68 |
| 7.   | C. Arrojo         | M. Murillo       | SEAT 600 D        | 884,82 |
| 8.   | F. Serra          | Imbert           | Fiat Abarth       | 905,17 |
| 9.   | E. Noguerol       | Plasencia        | Alfa Romeo Júnior | 923,82 |
| 10.  | M. Caturia        | J. Martí         | SEAT 850 Coupé    | 938,30 |